# Byznys software
Byznys software, s.r.o., která do června 2017 působila pod názvem J.K.R., byl v letech 1991 až 2020 český výrobce podnikových informačních systémů. Hlavní sídlo společnosti bylo v Příbrami, další pobočka byla v Brně. Od roku 1991 dodává na český a slovenský trh svůj podnikový informační systém, který používalo v roce 2018 téměř 1200 zákazníků v České republice i na Slovensku.

## Historie
Společnost byla založena pod názvem J.K.R. v roce 1991 v Příbrami. U zrodu stáli tehdejší kolegové z výpočetního střediska koncernu Československý uranový průmysl: Lubomír Ježek, Vladimír Králíček a Miroslav Říha. Původní název společnosti odrážel počáteční písmena příjmení těchto tří zakladatelů.
V roce 2016 došlo ke změně vlastníka a 100% podíl ve společnosti J.K.R. získal holding Solitea. S novým vlastníkem přišla později také výměna ve vedení společnosti: 1. ledna 2017 vystřídal dosavadního generálního ředitele Vladimíra Králíčka nový jednatel společnosti, Martin Kudrna. K 1. červenci 2017 došlo přejmenování společnosti na Byznys software, s.r.o. Vedení společnosti tuto změnu vysvětlilo jako sjednocení jména firmy s jejím klíčovým produktem. Přejmenování společnosti tak mělo přispět k jednodušší a srozumitelnější komunikaci navenek. Společnost zanikla 1. července 2020 sloučením do firmy Solitea.

## Produkt
Hlavním produktem společnosti byl podnikový informační systém Byznys ERP. Typickým zákazníkem byly střední a větší firmy. Systém Byznys využívaly podniky, které se věnovaly například obchodu, výrobě, službám, dopravě, stavebnictví či účetnictví.
První verze Byznys 1.0 byla představena v roce 1991, následovaly postupně další verze až po Byznys B6 v roce 2018.

## Ocenění a certifikace
Během své existence firma získala několik ocenění, např. Best Employer 2017 v kategorii Malé a střední podniky, informační systém BYZNYS EVO získal ocenění Microsoft Awards 2015 v kategorii Moderní aplikace na platformě Windows, systém BYZNYS ERP ve verzi VR získal 1. místo v kategorii Informační systémy v soutěži IT produkt 2008 vyhlašované vydavatelstvím IDG, v roce 2013 firma získala Microsoft Partner Gold Application.
Firma byla rovněž držitelem certifikátu ČSN EN ISO 9001:2009 (oblast Vývoj a implementace podnikového informačního systému a jeho následná podpora), a získala rating finanční stability MSP B+. Získala také certifikáty Microsoft Platform Test for ISV Solutions a Czech Made.